# Сороки (жудець)
Жуде́ць Соро́ки — адміністративно-територіальна одиниця Румунського королівства на півночі Бессарабії 1925—1938 та 1941—1944 років зі столицею у Сороках.
Межував із жудцем Хотин на північному заході, Белць — на заході та південному заході, Оргіїв — 
на південному сході та з СРСР — на сході й північному сході.

## Історія
Внаслідок унії Бессарабії з Румунією 1918 року територія жудця ввійшла до складу Великої Румунії, де 1925 року офіційно утворено жудець Сороки.
Першим префектом жудця Сороки був Васіле Секара у 1918 році.
Після адміністративно-конституційної реформи 1938 року жудець об'єднали з 8 іншими жудцями в новостворений цинут Прут.
У червні 1940 року внаслідок пакту Молотова — Ріббентропа Румунія була змушена поступитися Бессарабією та Північною Буковиною (включно з повітом Сороки) на користь Радянського Союзу, що дозволило створити Молдавську Радянську Соціалістичну Республіку. В липні 1941 року в результаті спільних німецько-румунських військових дій територія потрапила під румунське управління, увійшовши в статусі жудця до складу Бессарабського губернаторства. Було встановлено військову адміністрацію, а місцеве єврейське населення було або страчено на місці, або депортовано в Трансністрію, де теж багато кого було знищено. 1944 року Червона Армія вигнала німецько-румунських загарбників із молдовської землі і територія жудця повернулася під радянське управління. 12 вересня 1944 року Румунія підписала з союзниками по антигітлерівській коаліції Московське перемир'я, яким, а також наступним мирним договором 1947 року підтверджено радянсько-румунський кордон станом на 1 січня 1941 року.
1991 року територія повіту разом із рештою Молдавської РСР увійшла до складу незалежної Молдови.

## Устрій
1930 року жудець поділявся на чотири райони (рум. plăși):
- Бадичани (з центром у Бадичанах)
- Клімауць (центр — Клімауць)
- Котюженій-Марі (Котюженій-Марі)
- Флорешти (Флорешти)

Пізніше жудець зазнав адміністративної реорганізації, ставши поділеним на вісім районів:
- Бадичани (Бадичани)
- Котюженій-Марі (Котюженій-Марі)
- Флорешти (Флорешти)
- Надушиця (Надушиця)
- Атаки (Атаки)
- Сороки (Сороки)
- Тирнова (Тирнова)
- Вертюжень (Вертюжень)

1941 року жудець мав такий адміністративний поділ:
1. місто Сороки
2. район Клімауць
3. район Флорешти
4. район Надушиця
5. район Сороки

## Населення
За даними перепису 1930 року, населення повіту становило 315 774 людини, з яких 73,4 % румунів, 9,2 % євреїв, 8,6 % українців, 8,3 % росіян, а також деякі дрібніші меншини. У релігійному відношенні населення складали 88,6 % православних та деякі дрібніші громади. Місто Сороки налічувало 14 661 людину. 
За переписом 1941 року, населення повіту становило 310 220 душ, із яких 84,57% становили етнічні румуни, 12,40% українці, 2,10% росіяни, 0,41% євреї, 0,19% поляки та інші дрібніші меншини.